# Assemblée des représentants du peuple
Pour les articles homonymes, voir ARP.
Ne doit pas être confondu avec Chambre des représentants des peuples.
IIIe législature
Assemblée nationale constituante
Palais du Bardo
L'Assemblée des représentants du peuple (en arabe : مجلس نواب الشعب, Majlis Nuwwāb ash-Sha‘b) — abrégé en ARP — est la chambre basse du Parlement de la Tunisie depuis la promulgation de la Constitution du 16 août 2022. Elle partage le pouvoir législatif avec le Conseil national des régions et des districts et contrôle l'action du gouvernement.
Elle est composée de 161 membres élus au scrutin uninominal majoritaire à deux tours pour un mandat de cinq ans. 
Établie en tant que parlement monocaméral sous la Constitution de 2014 du pays, elle tient ses premières élections le 26 octobre 2014. La première réunion de la nouvelle assemblée a lieu les 2 et 4 décembre 2014,.

## Fonctions

### Constitution de 2014
Selon l'article 50 de la Constitution tunisienne de 2014 : 

« Le peuple exerce le pouvoir législatif par ses représentants à l'Assemblée des représentants du peuple ou par voie de référendum. »

— Constitution tunisienne de 2014.
L'Assemblée des représentants du peuple est chargée du pouvoir législatif : elle adopte les lois, les lois organiques et les lois de finance et approuve les traités. Elle peut, à la majorité des trois cinquièmes, déléguer au chef du gouvernement le pouvoir de prendre des décrets-lois qui lui sont ensuite soumis pour approbation.
Les lois adoptées par l'Assemblée sont promulguées par le président de la République, qui peut cependant en demander une nouvelle lecture ou soumettre à référendum « les projets de lois portant sur l'approbation des traités internationaux, sur les droits de l'homme et les libertés, sur le statut personnel ».
Le gouvernement est responsable devant l'Assemblée : elle vote la confiance au chef du gouvernement proposé par le président de la République, à la majorité absolue de ses membres, et peut adopter, toujours à la majorité absolue, une motion de censure. Toutefois, une motion de censure ne peut être adoptée que si elle présente également un candidat de remplacement au poste de chef du gouvernement.
L'Assemblée des représentants du peuple se réunit par ailleurs pour entendre la prestation de serment du président de la République.

## Système électoral

### Actuel
L'Assemblée des représentants du peuple est composée de 161 sièges pourvus pour cinq ans au scrutin uninominal majoritaire à deux tours dans autant de circonscriptions, dont 151 en Tunisie et 10 à l'étranger. Est élu le candidat qui réunit au premier tour la majorité absolue des suffrages exprimés. A défaut, un second tour est organisé entre les deux candidats arrivés en tête au premier tour, deux semaines après la publication des résultats définitifs et expiration des éventuels recours. Le candidat qui réunit le plus de suffrages au second tour est déclaré élu.
Les projets de loi déposés par le président sont examinés en priorité. Le président nomme le gouvernement sans avoir besoin du vote de confiance du Parlement,. Pour qu'une motion de censure soit adoptée, elle doit être votée par deux-tiers des membres des deux chambres du Parlement réunies.

### Systèmes antérieurs
Avant 2022, l'Assemblée des représentants du peuple est composée de 217 sièges pourvus pour cinq ans au scrutin proportionnel plurinominal à listes bloquées dans 33 circonscriptions électorales dont 27 de quatre à dix sièges en Tunisie même, totalisant 199 sièges, et six circonscriptions pour les Tunisiens de l'étranger. Ces dernières se décomposent en deux circonscriptions de cinq sièges en France, une circonscription de trois sièges en Italie, une d'un siège en Allemagne, une de deux sièges pour le reste de l'Europe et le continent américain et une autre de deux sièges également pour les pays arabes et le reste du monde, pour un total de 18 sièges. Une fois le décompte des suffrages effectué, la répartition des sièges se fait dans un premier temps sur la base du quotient électoral, puis sur la base du plus fort reste.
Les partis ont l'obligation de présenter des listes avec une parité homme-femmes, mise en œuvre via l'alternance de noms de candidats masculins et féminins. Les listes doivent également comporter dans les circonscriptions de plus de quatre sièges au moins un homme et une femme de moins de 35 ans parmi leurs quatre premiers candidats.
Le président de la République peut dissoudre l'Assemblée, sauf dans les six mois suivant le vote de confiance accordé au gouvernement après les élections législatives et dans les six derniers mois de la fin du mandat présidentiel ou législatif.

### Conditions de candidatures
D'après l'article 53 de la Constitution de 2014, peut être candidat aux législatives tout électeur détenant la nationalité tunisienne depuis dix ans au moins, âgé d'au moins 23 ans lors de la présentation de sa candidature et qui ne se trouve dans aucun des cas d'interdiction prévus par la loi. L'entrée en vigueur de la Constitution de 2022 modifie les conditions de présentation de candidature : il faut être désormais né d'un père ou d'une mère de nationalité tunisienne pour être candidat d'après l'article 58.
Les articles 55 et 56 de la Constitution de 2014 précisent que les membres de l'Assemblée des représentants du peuple sont élus au suffrage universel, libre, direct et secret pour un mandat de cinq ans, au cours des soixante derniers jours du mandat parlementaire, tout en garantissant le droit de vote et de représentativité des Tunisiens de l'étranger en son sein. Avec la Constitution de 2022, les membres doivent être élus au moins trois mois avant la fin du mandat parlementaire en cours.

### Serment
Sous la Constitution de 2014, lors de leur prise de fonction, les députés prêtent le serment suivant : 

« Je jure par Dieu Tout-Puissant de servir la nation loyalement, de respecter la Constitution et d'être d'une loyauté sans faille envers la Tunisie. »

## Bureau
Voici la composition du bureau de l'Assemblée des représentants du peuple à la suite de l'élection du 13 mars 2023 :

Brahim Bouderbala (indépendant), président.
Saoussen Mabrouk (indépendante), première vice-présidente.
Anouar Marzouki (indépendant), deuxième vice-président.

## Siège
Jusqu'en 2011, la Chambre des députés siège au palais du Bardo et la Chambre des conseillers dans un autre bâtiment situé dans la même ville.
En 2011, la Haute instance pour la réalisation des objectifs de la révolution, de la réforme politique et de la transition démocratique siège dans le bâtiment de la Chambre des conseillers jusqu'à la dissolution des deux entités. L'Assemblée constituante siège au palais du Bardo de 2011 à 2014.
Depuis le 2 décembre 2014, l'Assemblée des représentants du peuple siège au palais du Bardo.